# اسماعیل احمد
محمد اسماعیل احمد اسماعیل (انگلیسی: Mohamed Ismail Ahmed Ismail؛ زادهٔ ۱۹۸۳ (۴۱–۴۲ سال)) یک بازیکن فوتبال اماراتی - مراکشی است.
وی همچنین در تیم ملی فوتبال امارات متحده عربی بازی کرده‌است.